# 情獄
《情獄》（Hell）是波士尼亞導演Danis Tanovic於2005年拍成的電影，為「Heaven, Hell and Purgatory三部曲」的第二部。
波蘭導演奇斯洛夫斯基(Krzysztof Kieslowski)因為心臟手術失敗而於1996年離世，遺下與長期編劇拍擋Krzysztof Piesiewicz的三部曲。三部曲參照了神曲的結構。第一部的疾走天堂(2002)已由德國導演 Tom Tykwer拍成。第二部則由曾拍過無人地帶而成名的Danis Tanovic執導。

## 內容
1980年，一位刑滿出獄的教師回家後卻被妻子拒於門外，終於演變出倫常慘劇，令三位年幼的女兒Sophie、Céline和Anne 深受打擊。三姊妹長大成人後各自面對生活和感情的煩惱。她們都感覺生活於地獄：已為人母的Sophie發現丈夫有外遇；Céline被陌生男子跟蹤； Anne則苦戀已婚的年老教授；失去語言能力兼不良於行的媽媽長年在療養院度日，頑固地強迫自己忘掉昔日戀情，卻因而失去笑容。